# Jean-Claude Miossec
Pour les articles homonymes, voir Miossec.
Jean-Claude Miossec, cadre retraité des constructions navales breton (né à Brest, Finistère), et habitant aujourd'hui à Plouescat, est entré en littérature bretonne en 1978. Il a fréquenté Vincent Favé dont il a fait publier la majeure partie des notes grammaticales aux éditions Emgleo Breiz.
En 1978, il obtient le Prix Per Trepos organisé par l'émission radiophonique de Fañch Broudig.

## Ouvrages
- Enezenn ar razed (ha kontadennou all), 1982
- Studiadennou, 1988
- Danevellou, 1992
- Eur micherour nevez, 2001
- Troidigeziou, 2002
- Dictionnaire breton anglais et anglais breton, 2004
- Torfed ar chaseour, 2005; Traduction de l'anglais -
- Geriadur emgleo Breiz, 2009, participation avec son épouse